# Giovan Giacomo Corniani
Giovan Giacomo Corniani (Rio San Martino, giugno 1631 – tra il 4 giugno e il 12 ottobre 1707) è stato un funzionario e diplomatico italiano, al servizio della Repubblica di Venezia.

## Biografia
Figlio di Rocco, avvocato, e di Vittoria Magnarin, nacque in un villaggio del Trevigiano (oggi in provincia di Venezia) dove la famiglia si era trasferita per sfuggire alla peste che imperversava a Venezia. Il suo cognome era in realtà Fedeli, ma il padre lo aveva affiancato a quello di Corniani, per poi sostituirlo definitivamente, in riconoscenza a uno zio che lo aveva educato.
I sette fratelli Corniani furono tutti indirizzati agli studi legali e la loro ascesa fu facilitata dal riconoscimento della cittadinanza originaria, necessaria per accedere alla Cancelleria Ducale. Tuttavia, solo Giovan Giacomo, Gianfrancesco e Lauro entrarono nel personale amministrativo veneziano: Marcantonio divenne avvocato mentre Bernardino entrò nel ceto ecclesiastico raggiungendo la carica di vescovo di Pola; degli altri due fratelli, Cristoforo e Giambattista, non si sa nulla poiché, forse, morirono prematuramente.
La carriera del Corniani iniziò il 19 luglio 1649 con la nomina a notaio straordinario della Cancelleria ducale. Dopo un periodo di apprendistato, nel 1652 divenne segretario dell'ambasciatore in Spagna Giacomo Querini. Il suo cursus honorum continuò nel 1660 come notaio ordinario e nel 1662 come segretario del Senato.
Nel luglio del 1663 assumeva il primo incarico diplomatico presso il Ducato di Milano che in quel momento attraversava una gravissima crisi economica, aggravata dall'incapacità dei governanti spagnoli di gestire il malcontento del popolo e dell'esercito. I dispacci del Corniani testimoniano come la Serenissima fosse particolarmente preoccupata della situazione, in un periodo in cui la stabilità dell'Italia era auspicabile visto l'incombere della minaccia turca. Nel 1664 il Corniani dovette concludere la missione anticipatamente dopo che la sua residenza era stata perquisita dalla soldataglia milanese con il pretesto che due evasi vi avrebbero trovato rifugio, noncurante dei suoi privilegi diplomatici.
Forse a causa di questo episodio la sua carriera non ebbe altre progressioni. Dopo aver continuato a lavorare come segretario, nel 1672 divenne ambasciatore nel Granducato di Toscana, una sede diplomatica periferica che fu in seguito ridotta al solo consolato di Livorno. Lo stesso Corniani riteneva la sua missione abbastanza inutile dal punto di vista politico, e i suoi dispacci divagavano spesso su questioni economiche e sociali, nonché sugli intrighi della corte fiorentine e sulla stravaganze della granduchessa Margherita Luisa d'Orléans. Unico episodio di rilievo fu il sequestro al porto di Livorno di un carico di zecchini falsi destinati a danneggiare gli interessi veneziani in Oriente: il granduca Cosimo III de' Medici, dapprima intenzionato a punire i colpevoli, dovette fermarsi quando emerse che la falsificazione era opera della sua consorte e, di fronte alle proteste del cugino di lei Luigi XIV, fece dissequestrare le monete, sordo alle ragioni veneziane e ai reclami dell'ambasciatore.
Tornato a Venezia, lavorò nuovamente in Senato prima di riprendere la carriera diplomatica come ambasciatore nel Regno di Napoli (1689-1693, 1697-1700 e 1703-1707). Anche questa sede destava scarso interesse politico, fatto salvo l'episodio in cui il Corniani fu duramente ripreso dal Senato perché non aveva fornito una risposta abbastanza fredda al viceré Francisco de Benavides che cercava di costituire una lega antifrancese. Lo impegnò maggiormente l'ambito commerciale, con la difesa dei privilegi dei mercanti veneti contro l'imprevedibile politica annonaria del vicereame e la lotta alla pirateria, ma le trattative furono assai faticose e i risultati scarsi.
Non si hanno notizie precise sulla sua morte, avvenuta nel 1707 tra il 4 giugno, quando terminò la sua missione a Napoli, e il 12 ottobre, data dell'inventario post mortem dei suoi beni. Quanto alla vita privata, sposò Perma Anselmi, probabilmente in età avanzata, e non ebbe figli.